# 严俊 (天文学家)
严俊（1958年3月—），男，汉族，江苏南通人，中华人民共和国天文学家，曾任中国科学院国家天文台台长，九三学社中央常委、江苏省委副主委。

## 生平
2008年，当选第十一届全国政协委员，代表九三学社，分入第十二组。